# Dawny kościół luterański w Kintach
Dawny kościół luterański w Kintach – kościół w Kintach (Litwa).
Kościół luterański został zbudowany w 1705 z cegły pochodzącej z rozbiórki kaplicy krzyżackiego zamku Windenburg na pobliskim przylądku Vente. Przy budowie starano się zachować poprzedni kształt kaplicy. W tym samym czasie zbudowano obok budynek szkoły parafialnej, stojący do dzisiaj. Kościół ten jest przykładem typowej barokowej architektury wschodniopruskiej.
W czasach ZSRR kościół był używany jako magazyn rolniczy. W 1987 odrestaurowany jako sala koncertowa, po odzyskaniu przez Litwę niepodległości przekazany został katolikom.
W 2014 rozpoczęto poważny remont kościoła, zakończenie zaplanowano na 2016.
Świątynia zbudowana jest na planie prostokąta, ma półokrągłą apsydę. Dach jest dwuspadowy, kryty dachówką.
W wnętrzu kościoła znajduje się ołtarz w stylu barokowym, zdobiony w lokalnym stylu.